# Emily Davison
Emily Wilding Davison (n. 11 octombrie 1872, Greater London, Anglia, Regatul Unit al Marii Britanii și Irlandei – d. 8 iunie 1913, Epsom, Anglia, Regatul Unit al Marii Britanii și Irlandei) a fost o sufragetă, membra a mișcării de emancipare a femeilor din Anglia de la începutul secolului XX, la cărei scop a fost obținerea drepturilor politice pentru femei. Membră al WSPU (Uniunea Socială și politică a femeilor), Emily a fost arestată de nouă ori, a făcut greva foamei de șapte ori și hrănită cu forța de 49 de ori. A murit după ce a fost lovită de calul regelui George al V-lea al Regatului Unit la derby-ul din 1913 când a intrat pe pistă în timpul cursei. 
Înainte de a fi profesoară și guvernatoare, Davison a crescut într-o familie de clasă mijlocie, studiind la Royal Holloway College, London și St Hugh's College, Oxford. S-a alăturat organizației WSPU în noiembrie 1906 și a devenit ofițer al organizației și administrator principal în timpul marșurilor. A devenit cunoscută în organizație datorită acțiunilor militante îndrăznețe. Tacticile sale constau în spargerea ferestrelor, aruncarea cu pietre și incendierea cutiilor poștale. Emily a fost găsită de trei ori în incinta Palatului Westminster, inclusiv în noaptea recensământului din 1911. Înmormântarea ei a fost organizată de WSPU, cu un cortegiu de 5000 de membre ale asociației și susținători au însoțiți sicriul acesteia, iar 50.000 de oameni au umplut străzile din Londra. Sicriul ei a fost dus cu trenul la familia ei in Morpeth. 
Emily a fost o feministă devotată și o creștină pasionată; considera că socialismul este o forță politică morală și definitivă. Nu a dat de înțeles ce avea să facă la derby, iar incertitudinea motivelor și a intențiilor sale a afectat modul in care a fost judecată de istorie. Au existat mai multe teorii referitoare la moartea ei, printre care accidentul, sinuciderea sau încercarea de a fixa pe calul regelui un steag format din culorile reprezentative WSPU. 

## Biografie

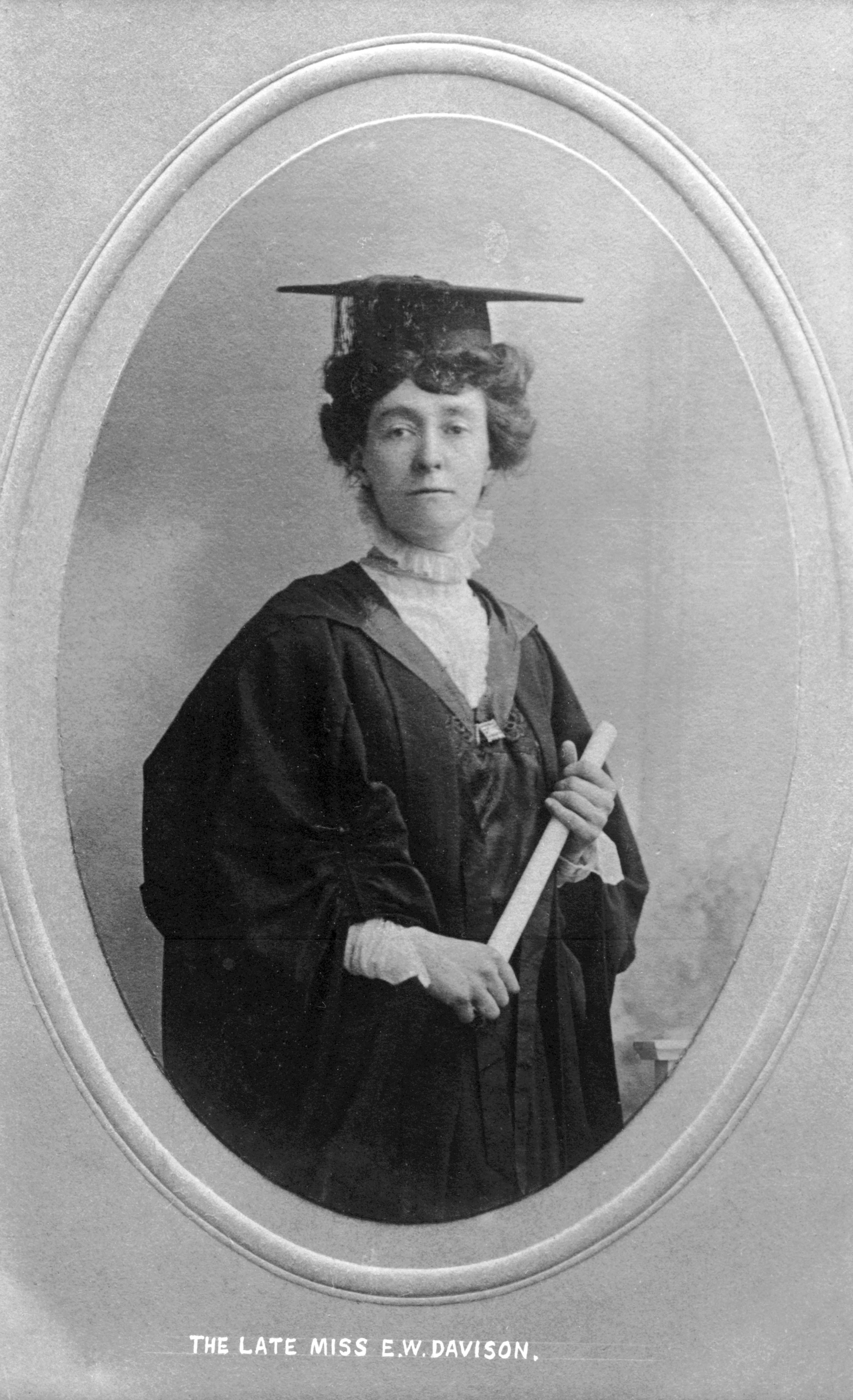
Emily Davison, 1908

### Tinerețea și educația
Emily s-a născut în Roxburgh House, Greenwich, în S-E Londrei. Tatăl său, Charles Davison, un comerciant pensionat, iar mama sa, Margaret, ambii din Morpeth, Northumberland au avut patru copii, Emily fiind a treia, sora ei mai mică murind de difterie, în 1880, la vârsta de șase ani. La momentul căsătoriei, Charles avea 45 de ani, iar Margaret doar 19 ani. A fost a doua căsătorie pentru Charles, din prima rezultând noua copii înaintea morții soției sale în 1866.
Până la 11 ani, Emily a studiat acasă, după care a urmat studiile într-o școală de zi, apoi a studiat un an în Franța. Când avea 13 ani, a urmat liceul Kensington, ulterior câștigând o bursă la  Royal Holloway College în 1891 pentru a studia literatura. Moartea tatălui ei a forțat-o să-și oprească studiile deoarece mama ei nu își permitea taxa de studii în valoare de 20 de lire. 
După ce a plecat din Holloway, Emily a devenit guvernantă, continuând să studieze. A economisit destui bani pentru a se înscrie la St Hugh's College, Oxford, pentru a-și da examenele finale. A obținut onoruri de primă clasă în limba engleză, dar nu a putut absolvi deoarece diplomele de la Oxford nu erau permise femeilor. A muncit puțin timp la o școala bisericească după care a devenit profesor-privat pentru o familie în Northamptonshire. În 1902 a început să învețe pentru absolvirea Universității din Londra, reușind de-abia în 1908. 

### Înmormântarea

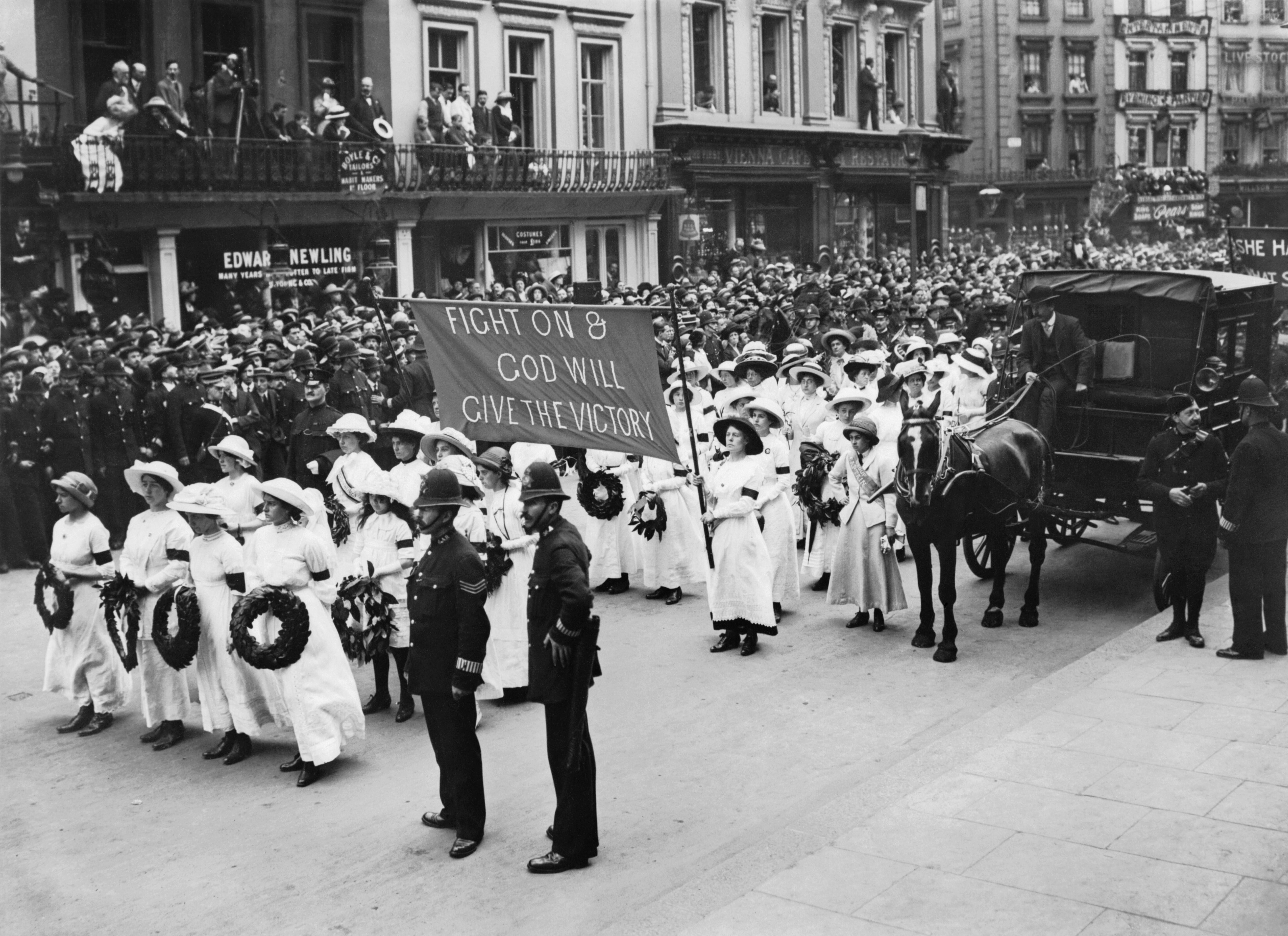
O parte de la înmormântarea lui Emily Davison

În 14 iunie 1913, corpul lui Emily a fost transportat de la Espom la Londra; pe sicriul ei era gravat ,,Luptă! Dumnezeu va decide victoria!” Cinci mii de femei au format o procesiune, urmată de sute de susținători bărbați. La  Biserica St George's, Bloomsbury,  s-a ținut o slujbă condusă de preotul ei și de Claude Hinscliff, membrii ai Liga Bisericii pentru Sufragiul Femeilor. Femeile au mărșăluit purtând culorile specifice WSPU, alb și violet pe care The Manchester Guardian le-a descris ca având „ceva din strălucire deliberată a unei înmormântări militare”. Evenimentul, organizat de Grace Roe, este descris de June Purvis (biograful lui Emily) ca „ultimul din marile spectacole sufragiste”. 
Sicriul a fost dus cu trenul la Newcastle-upon-Tyne cu o gardă de onoare sufragetă. Sicriul a rămas peste noapte la gara centrală a orașului înainte de a fi dus la Morpeth. Un cortegiu de 100 de sufragete a însoțit sicriul de la gară la S. Maria, si urmărit de mii de oameni. Slujba și înmormântarea au fost private, doar câțiva oameni având posibilitatea să intre în curtea bisericii. Pe piatra de mormânt a lui Emily este gravat sloganul WSPU: „Fapte, nu cuvinte!”

## Abordare și analiză

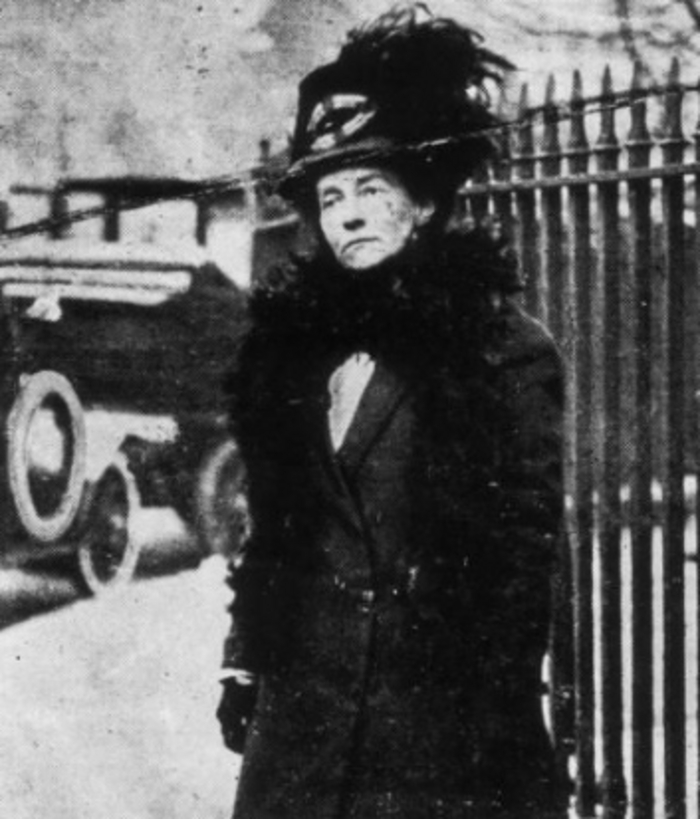
Davison, în urma efectelor gerenate de greva foamei.

Moartea lui Emily Davison a fost atât un punct culminant cât și un punct de cotitură al campaniei militante sufragetiste. Primul Război Mondial a izbucnit în anul următor și la 10 august 1914 guvernul a eliberat toate femeile care făceau greva foamei. Acțiunile WSPU au fost suspendate deoarece se recrutau femei pentru război. În anul 1918, Parlamentul a făcut modificări semnificative pentru istorie; a fost acordat votul de către femeile de peste 30 de ani, de asemenea 8,5 milioane de femei au fost adăugate pe lista electorală, obținând un procent de 43% din electorat. În 1928, s-a redus vârsta de votare pentru femei la 21 de ani, pentru a le aduce în condiții egale cu alegătorii de sex masculin. 
Craward vede evenimentul de la Derby-ul din 1913 ca o lentilă „prin intermediul căreia a fost reinterpretată întreaga viață (a lui Davison) de incertitudinea motivelor și intențiilor ei din acea zi, care a afectat și modul în care a fost judecată de istorie”. Carolyn Collette, un critic literar care a studiat scrierile lui Davison, identifică diferitele motive ale lui Emily, unul dintre ele fiind „impulsurile necontrolate” sau încercarea acesteia de a atașa culorile sufragetelor pe calul regelui. Cicely Hale, o sufragetă care muncea la WSPU, și care o cunoștea pe Emily a descris-o drept „o fanatică” care era pregătită să moară, dar nu voia să o facă. Alți observatori susțin faptul că Emily nu a avut intenția să moară.
Davison a fost o feministă fermă și un creștin pasionat a cărui perspectivă „a invocat atât istoria medievală, cât și credința în Dumnezeu ca parte a armurii militanței ei”. Iubirea ei pentru literatura engleză, pe care a studiat-o la Oxford, s-a arătat în identificarea ei cu The Knight's Tale de Geoffrey Chaucer, inclusiv fiind poreclită „Faire Emelye”.  O mare parte din scrierile lui Davison reflectau doctrina credinței creștine și se refereau la martiri, martiri și suferințe triumfătoare; potrivit lui Collette, utilizarea limbajului și a imaginilor creștine și medievale „reflectă direct politica și retorica mișcării sufragiale militante”. Purvis scrie că anglicanismul comis de Davison ar fi împiedicat-o să se sinucidă, deoarece ar fi însemnat că nu ar putea fi îngropată într-un teren consacrat. Davison a scris în „Prețul libertății” despre costul ridicat al devoțiunii față de cauză:
În Noul Testament, Maestrul le-a reamintit adepților Săi că, atunci când negustorul a găsit Perla Marelui Preț, a vândut tot ce avea pentru a o cumpăra. Aceasta este parabola Militanței! Este ceea ce fac femeile războinice astăzi.
Unii sunt războinici mai adevărați decât alții, dar Amazonul perfect este ea care va sacrifica totul până la ultimul, pentru a câștiga Perla Libertății pentru sexul ei.
Davison avea o fermă convingere morală că socialismul este o forță politică morală și definitivă [130]. Ea a participat la mitingurile anuale de 1 mai din Hyde Park și, potrivit istoricului Krista Cowman, „a legat direct activitățile sale de vot militant de socialism” .Procesiile ei funerare de la Londra și Morpeth conțineau o prezență socialistă grea ca apreciere pentru sprijinul ei pentru cauză.

## Impact
În 1968, Joice Worters a scris o piesă de teatru pusă în scen în Northumberland, Emily fiind în rolul principal, concentrându-se pe violența împotriva femeilor. Emily este subiectul unei opere cu același nume din 2013 a compozitorului britanic Tim Benjamin cât și a cântărețului american Greg Kihn. Emily apare și ca personaj principal în filmul „Suffragette” din 2015, portretizată de Natalie Press. Moartea și înmormântarea formează punctul punctul culminant al filmului. În anul 2018 compozitoarea Joanna Marsh a lansat cantata „Pearl of Freedom” care relatează luptele sufragiste ale lui Davison.
În 1990, laburiștii Tom Benn și Jeremy Corbyn au așezat o placă comemorativă în dulapul în care Emily s-a ascuns cu 80 de ani în urmă, urmând ca în 2013 să fie dezvăluită la hipodromul Epson pentru a marca centenarul morții ei. În 2017 Royal Holloway a anunțaț că va inaugura o bibliotecă, care deține multe colecții care conțin hârtii și obiectele personale ale lui Davison, va fi numită după ea.

## Rănire fatală la Derby
La 4 iunie 1913, Davison a obținut de la birourile WSPU două steaguri care purtau culorile sufragete de violet, alb și verde; apoi a călătorit cu trenul la Epsom, Surrey, pentru a participa la Derby.  S-a poziționat la Tattenham Corner, ultima curbă dinaintea dreptului de acasă. În acest moment al cursei, cu câțiva cai care au trecut-o pe lângă ea, s-a scufundat sub șina de gardă și a fugit pe cursă; s-ar putea să fi ținut în mâini unul dintre steagurile sufragetelor. A ajuns până la frâiele lui Anmer - calul regelui George al V-lea, călărit de Herbert Jones - și a fost lovită de animal, care ar fi călătorit cu aproximativ 56 de mile pe oră patru secunde după ce ai pășit pe curs. Anmer a căzut în coliziune și s-a rostogolit parțial peste jockey, care a avut piciorul prins momentan în etrier. Davison a fost doborât la pământ inconștient; unele rapoarte spun că a fost lovită cu picioarele în cap de Anmer, dar chirurgul care l-a operat pe Davison a declarat că „nu am găsit nicio urmă a faptului că a fost lovită cu piciorul de un cal”. Evenimentul a fost surprins pe trei camere de știri. 
Ancheta cu privire la moartea lui Davison a avut loc la Epsom pe 10 iunie; Jones nu a fost suficient de bine pentru a participa. Fratele vitreg al lui Davison, căpitanul Henry Davison, a depus mărturii despre sora sa, spunând că este „o femeie cu facultăți de raționament foarte puternice și devotată cu pasiune mișcării femeilor”. Legistul a decis că, în absența unor dovezi contrare, Davison nu s-a sinucis . Medicul legist a decis, de asemenea, că, deși așteptase până când a putut vedea caii, „din dovezi a fost clar că femeia nu a făcut calul Majestății Sale în special” .Verdictul instanței a fost:
că domnișoara Emily Wilding Davison a murit de o fractură a bazei craniului, cauzată de faptul că a fost doborâtă accidental de un cal prin a se grăbi cu voință la hipodromul de pe Epsom Downs în timpul desfășurării cursei pentru Derby; moartea s-a datorat unei nefericiri. 
Scopul lui Davison de a participa la Derby și de a merge pe curs este neclar. Ea nu a discutat planurile ei cu nimeni și nici nu a lăsat o notă. Au fost sugerate mai multe teorii, inclusiv faptul că ea intenționa să traverseze pista, crezând că toți caii au trecut; că voia să dea jos calul Regelui; că încerca să atașeze unul dintre steagurile WSPU la un cal; sau că intenționa să se arunce în fața unuia dintre cai. Istoricul Elizabeth Crawford consideră că „explicațiile ulterioare ale acțiunii lui Davison au creat o încurcătură de ficțiuni, deducții false, zvonuri, conjecturi, denaturări și teorii” .
În 2013, un documentar de pe Channel 4 a folosit examinatori medico-legali care au digitalizat filmul original de azotat din cele trei camere prezente. Filmul a fost curățat și examinat digital. Examinarea lor sugerează că Davison intenționa să arunce un steag sufraget în jurul gâtului unui cal sau să-l atașeze la frâul calului.  Un steag a fost adunat din curs; acest lucru a fost scos la licitație și, la fel ca în 2017, acesta atârnă în Camerele Parlamentului.  Michael Tanner, istoricul curselor de cai și autor al unei istorii a Derby-ului din 1913, se îndoiește de autenticitatea articolului. Sotheby's, casa de licitații care a vândut-o, o descrie ca pe o canetă care era „reputația” că ar fi fost purtată de Davison. Vânzătorul a declarat că tatăl ei, Richard Pittway Burton, era funcționarul cursului la Epsom; Căutarea înregistrărilor făcută de Tanner arată că Burton a fost listat ca muncitor la doc două săptămâni înainte de Derby. Grefierul oficial al cursului în ziua Derby-ului a fost Henry Mayson Dorling. Când poliția a enumerat bunurile lui Davison, acestea au prezentat cele două steaguri furnizate de WSPU, ambele pliate și fixate în interiorul jachetei. 
Tanner consideră că alegerea lui Davison a calului regelui a fost o „întâmplare pură”, deoarece poziția ei pe colț ar fi lăsat-o cu o viziune limitată. Examinarea știrilor de către echipa criminalistică angajată de documentarul Channel 4 a determinat că Davison era mai aproape de începutul curbei decât se presupusese anterior și ar fi avut o imagine mai bună asupra cailor care se apropiau.
Mass-media contemporană a fost în mare parte nesimțită față de Davison, și multe publicații „i-au pus la îndoială sănătatea și au caracterizat acțiunile sale ca fiind suicidare”.  Pall Mall Gazette a spus că a avut „milă de demență care a condus o femeie nefericită să caute un fel de„ martiriu ”grotesc și fără sens” ,în timp ce The Daily Express l-a descris pe Davison ca „O bine-cunoscută sufragină malignă, are un istoric îndelungat de condamnări pentru complicitate la indignările sufragetelor. Jurnalistul pentru The Daily Telegraph a observat că" Adânc în inimile fiecărui privitor era un resentiment acerb față de femeia mizerabilă "; scriitorul nenumit din The Daily Mirror a opinat că „Era destul de evident că starea ei era gravă; altfel mulți din mulțime și-ar fi îndeplinit dorința evidentă de a o linșa” .
WSPU a descris-o rapid ca pe un martir, parte a unei campanii de identificare a acesteia ca atare. Ziarul Suffragette a marcat moartea lui Davison prin emiterea unui exemplar care arăta un înger de sex feminin cu brațele ridicate în picioare în fața gardului unui hipodrom. Editorialul ziarului afirma că „Davison a dovedit că există în secolul al XX-lea oameni care sunt dispuși să-și dea viața pentru un ideal”. Frazeologia religioasă a fost folosită în acest număr pentru a descrie actul ei, inclusiv „Dragostea mai mare nu are om decât acesta, că și-a dat viața pentru prietenii săi”, despre care Gullickson relatează că a fost repetat de mai multe ori în discuțiile ulterioare ale evenimentelor. La un an după Derby, Suffragette a inclus „Prețul libertății”, un eseu de Davison. În ea, ea scrisese „Să dăm viață prietenilor, asta este glorios, altruist, inspirator! Dar să readucem tragedia Calvarului pentru generații încă nenăscute, acesta este ultimul sacrificiu desăvârșit al Militantului”.